# Łanięta (województwo kujawsko-pomorskie)
Łanięta – wieś w Polsce położona w województwie kujawsko-pomorskim, w powiecie włocławskim, w gminie Chodecz.
W latach 1975–1998 miejscowość administracyjnie należała do województwa włocławskiego. Według Narodowego Spisu Powszechnego (III 2011 r.) liczyła 108 mieszkańców. Jest szesnastą co do wielkości miejscowością gminy Chodecz.